# Holopogon acropennis
Holopogon acropennis là một loài ruồi trong họ Asilidae. Holopogon acropennis được Martin miêu tả năm 1959. Loài này phân bố ở vùng Tân Bắc giới.